# Podolí I
Podolí I é uma comuna checa localizada na região da Boêmia do Sul, distrito de Písek.